# Куцеж
Куцеж (пол. Kucerz) — село в Польщі, у гміні Любане Влоцлавського повіту Куявсько-Поморського воєводства.
Населення — 264 особи (2011).
У 1975-1998 роках село належало до Влоцлавського воєводства.

## Демографія
Демографічна структура станом на 31 березня 2011 року:
|          | Загалом | Допрацездатний вік | Працездатний вік | Постпрацездатний вік |
| -------- | ------- | ------------------ | ---------------- | -------------------- |
| Чоловіки | 132     | 21                 | 99               | 12                   |
| Жінки    | 132     | 32                 | 77               | 23                   |
| Разом    | 264     | 53                 | 176              | 35                   |